# Zou (Benin)
Zou is een van de twaalf departementen van Benin. Het ligt in het zuiden van het land en heeft Abomey als hoofdstad. Het departement telde in 2006 bijna 640.000 inwoners en is 5100 vierkante kilometer groot. Van de bevolking behoort het overgrote deel of 86,5 procent tot de Fon. De Mahi zijn vertegenwoordigd met 4,8 procent van de bevolking. De meest beleden godsdienst in het departement is het christendom met 43,5 procent. Dan volgen de inheemse godsdiensten met 40,4 procent. De islam speelt met 2,8 procent slechts een kleine rol.

## Geografie
Het departement is genoemd naar de Zou, een zijrivier van de Ouémé.
Zou heeft in het noordwesten een korte grens met de regio Plateaux van buurland Togo. Departementsgrenzen heeft Zou ten noorden met Collines, ten oosten met Plateau, ten zuidoosten met Ouémé, ten zuiden met Atlantique en ten zuidwesten met Couffo.

## Geschiedenis
Zou was oorspronkelijk een van Benins zes provincies. Op 15 januari 1999 werd deze samen met de vijf andere in tweeën gesplitst. Het grootste en noordelijke deel van Zou werd nu het departement Collines.

## Communes
Het departement is verder verdeeld in negen communes:
- Abomey
- Agbangnizoun
- Bohicon
- Covè
- Djidja
- Ouinhi
- Za-Kpota
- Zangnanado
- Zogbodomey

Alibori · Atacora · Atlantique · Borgou · Collines · Donga · Couffo · Littoral · Mono · Ouémé · Plateau · Zou